# Micrófono de cerámica
Los micrófonos de cerámica son un tipo de micrófono electrostático, de similar funcionamiento a los de cristal, aunque el diafragma, en lugar de estar formado por dos placas de cristal de cuarzo, está formado por dos piezas cerámicas (titanato de bario). De igual modo, cuando la onda sonora incide sobre el diafragma, las placas se doblan y generan tensión eléctrica
El diagrama polar del micrófono cerámico es omnidireccional. 
Aunque el micro de cerámica tiene menos sensibilidad que el micrófono de cristal, soporta mejor la humedad y las bajas temperaturas.
En la actualidad son muy utilizados en intercomunicadores, aparatos auditivos para sordos y en otros muchos servicios donde se precisa un micrófono que ocupe poco volumen y en donde no se exija una reproducción de elevada calidad.